# Kraftwerk Plessa
Das Kraftwerk Plessa ist ein Industriedenkmal in der südbrandenburgischen Gemeinde Plessa im Landkreis Elbe-Elster und eines der ältesten Braunkohlekraftwerke in Europa, das in seiner ursprünglichen Bausubstanz erhalten ist. Das Kraftwerk wurde 1927 durch den Elektrizitätsverband Gröba in Betrieb genommen. In den 1920er und 1930er Jahren gehörte es zu den modernsten Kraftwerken jener Zeit. Nach dem Ende der drei Hauptbauphasen 1942 hatte das Kraftwerk eine Leistung von 54 MW, die nach den Reparationsleistungen 1945 auf 34 MW sank. Im April 1992 wurde das Kraftwerk abgeschaltet und vom Netz genommen. Als Erlebnis-Kraftwerk wurde es 1998 unter dem Motto Kraftwerk im Wandel in die Projektliste der Internationalen Bauausstellung Fürst-Pückler-Land aufgenommen und sein Abriss verhindert.

## Geschichte

### Planung, Bau und Inbetriebnahme

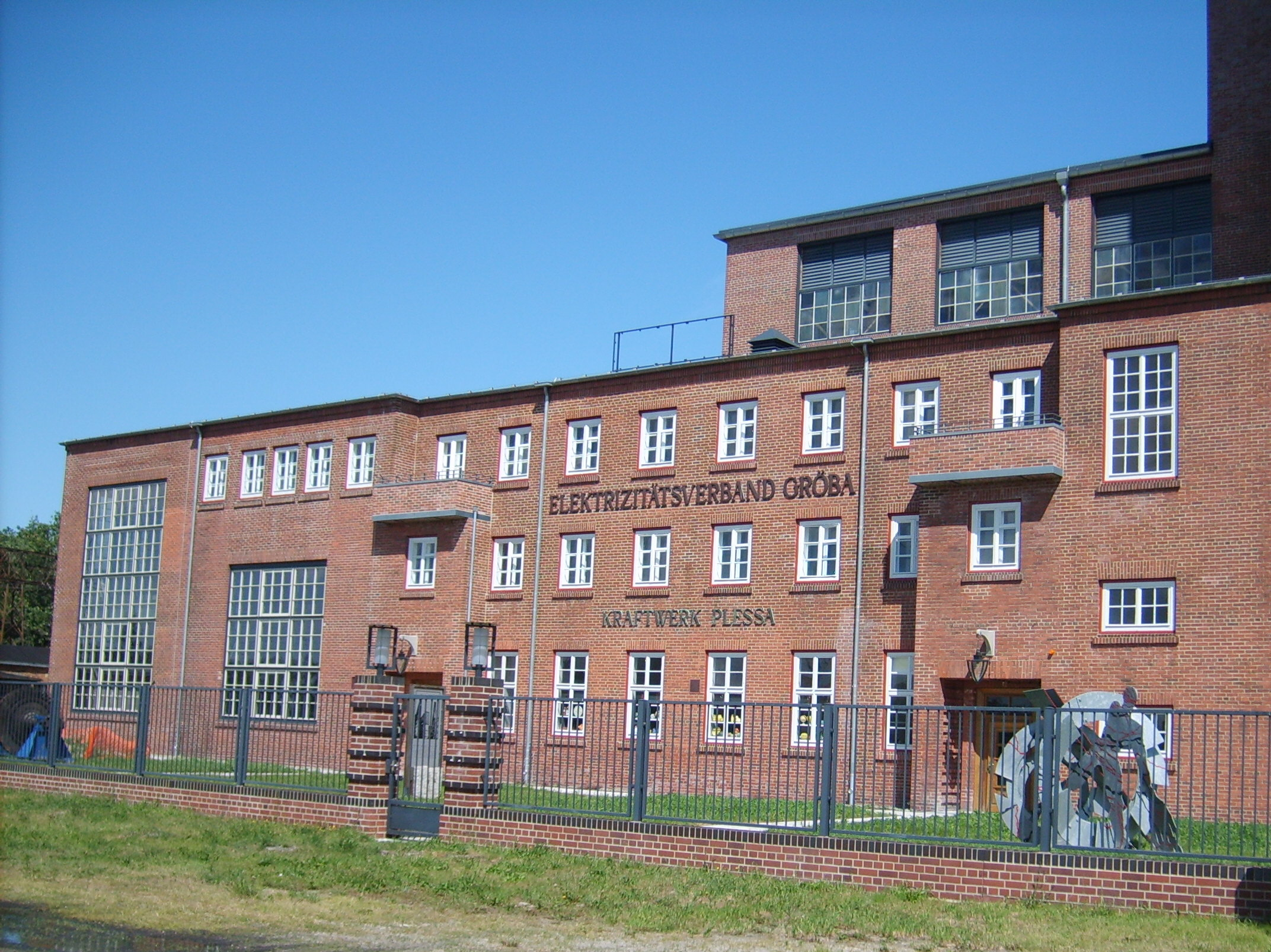
Das Verwaltungsgebäude

Nachdem der Bedarf an elektrischen Strom durch die wachsende Industrialisierung der Region nach dem Ersten Weltkrieg immer größer wurde, entschloss sich der 1910 gegründete Elektrizitätsverband Gröba zum Bau eines größeren Kraftwerks, weil bis dahin nur ein Dieselkraftwerk mit 4000 Kilowatt Leistung zur Abdeckung von Spitzen oder Störfällen zur Verfügung stand. Das Unternehmen hatte seinen Sitz im Riesaer Vorort Gröba und bezog zuvor die elektrische Energie überwiegend als Fremdstrom.
Aufgrund der günstigen Produktionsbedingungen durch die nahe gelegene und damals moderne leistungsfähige Braunkohlengrube Agnes, wo 1924 die erste Abraumförderbrücke der Welt in Betrieb genommen worden war, sowie der sich hier befindenden Brikettfabrik der Plessaer Braunkohlenkraftwerke GmbH, entschloss man sich für den Standort in Plessa. Außerdem verfügte der Standort über Bahnanschlüsse an die Eisenbahnstrecke Kohlfurt–Falkenberg/Elster sowie an die Werksbahn der Braunkohlengrubengesellschaft. Mit den Braunkohlengruben wurde ein langfristiger Liefervertrag über die Lieferung von Rohbraunkohle abgeschlossen. Im Gegenzug bezogen diese Strom aus dem Kraftwerk.
Die Berliner Siemens-Schuckertwerke GmbH erhielt im Mai 1926 den Auftrag, als Generalunternehmer das Werk zu konzipieren und zu bauen. Das Werk war von vornherein als Modularkraftwerk geplant und sollte erweiterbar sein, um zu erreichen, dass man bereits nach kurzer Zeit Strom liefern konnte. Seine Leistung sollte anfangs 8000 kW betragen.
Nach einer Bauzeit von knapp einem Jahr ging das Kraftwerk im April 1927 schließlich an der Trasse der ersten 110-kV-Leitung Europas in Betrieb.

### Ausbauetappen des Kraftwerks
Die Errichtung des Kraftwerks erfolgte in drei Hauptbauphasen in der Zeit von 1926 bis 1942.
Im Zuge der ersten Ausbauetappe des Kraftwerks von 1926 bis 1928 erfolgte die Errichtung des ersten Kraftwerksabschnitts mit dem Verwaltungsteil, der E-Schaltanlage und einem 115,2 m hohen Schornstein. Die 1927 als erstes in Betrieb genommene Turbine 1 hatte eine Leistung von 8000 kW. Außerdem erfolgte in dieser Zeit die Errichtung der Kessel 1 bis 3, sowie des Kühlturms I. 1928 folgten die Turbine 2 mit 10.000 kW Leistung und der Kühlturm II.
In den Jahren 1929 und 1930 erfolgte während der zweiten Ausbauetappe eine Erweiterung des Maschinen- und Kesselhauses, der Außenbunkeranlage und anderer Nebenanlagen. 1930 ging die Turbine 3 mit einer Leistung von 16000 kW und der Kessel 4 in Betrieb.
Während der dritten Ausbauetappe von 1936 bis 1942 erfolgten die Verlängerung und der Abschluss des Maschinenhauses sowie des Kesselhauses und die Errichtung des Anbaus für die Wasseraufbereitung. In dieser Zeit entstanden weitere Nebenanlagen und der zweite 120 m hohe Schornstein wurde in den Jahren 1940 und 1941 erbaut, welcher der Rauchgasabführung der Kessel 4 und 5 diente. 1942 wurde eine vierte Turbine mit 20.000 kW Leistung in Betrieb genommen, welche aber nach dem Zweiten Weltkrieg 1945 als Reparationsleistung in die Sowjetunion ging.
Nach dem Zweiten Weltkrieg erfolgten diverse substanzerhaltende Wartungs- und Modernisierungsumbauten, wie die Erneuerung der Maschinenhausunterdecke 1950, die Errichtung des Kühlturms IV 1954 und die Aufstellung von größeren Transformatoren bei der Umstellung von 60 kV auf 110 kV im Jahr 1973. Von 1976 bis 1978 folgte die Änderung des Kohlentransportes über ein Schrägförderband.

### Stilllegung
Bereits am 22. Juli 1985 wurde die gesamte Anlage unter Denkmalschutz gestellt. Zur politischen Wende gehörte das Kraftwerk zuletzt zum Gaskombinat Schwarze Pumpe. Nach dessen Auflösung durch die Berliner Treuhandanstalt übernahm es die Gemeinde Plessa gemeinsam mit der Hanseatischen Aktiengesellschaft, um weiter Strom zu produzieren. Der Energieträger sollte nach dem neuen Nutzungskonzept Erdgas sein, wozu hohe Investitionen und große Umbaumaßnahmen erforderlich gewesen wären. Das Projekt scheiterte und konnte nicht realisiert werden. Am 14. April 1992 wurde schließlich der letzte Turbosatz abgeschaltet und das Kraftwerk vom Netz genommen.
Am 1. Januar 1996 wurde die Gemeinde Plessa alleiniger Eigentümer des Kraftwerks.

## Technische Daten (Auszug)

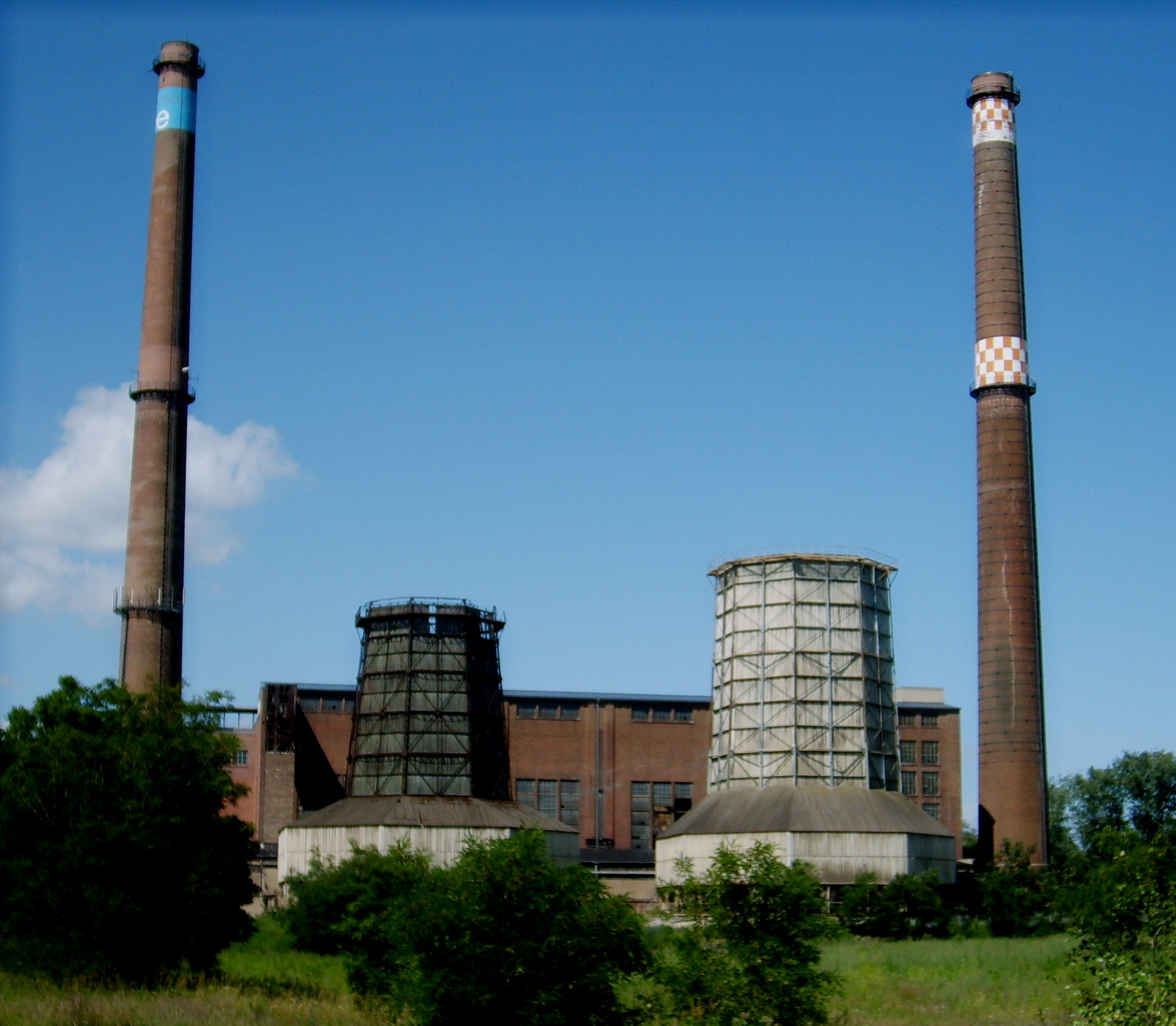
Ansicht von Osten

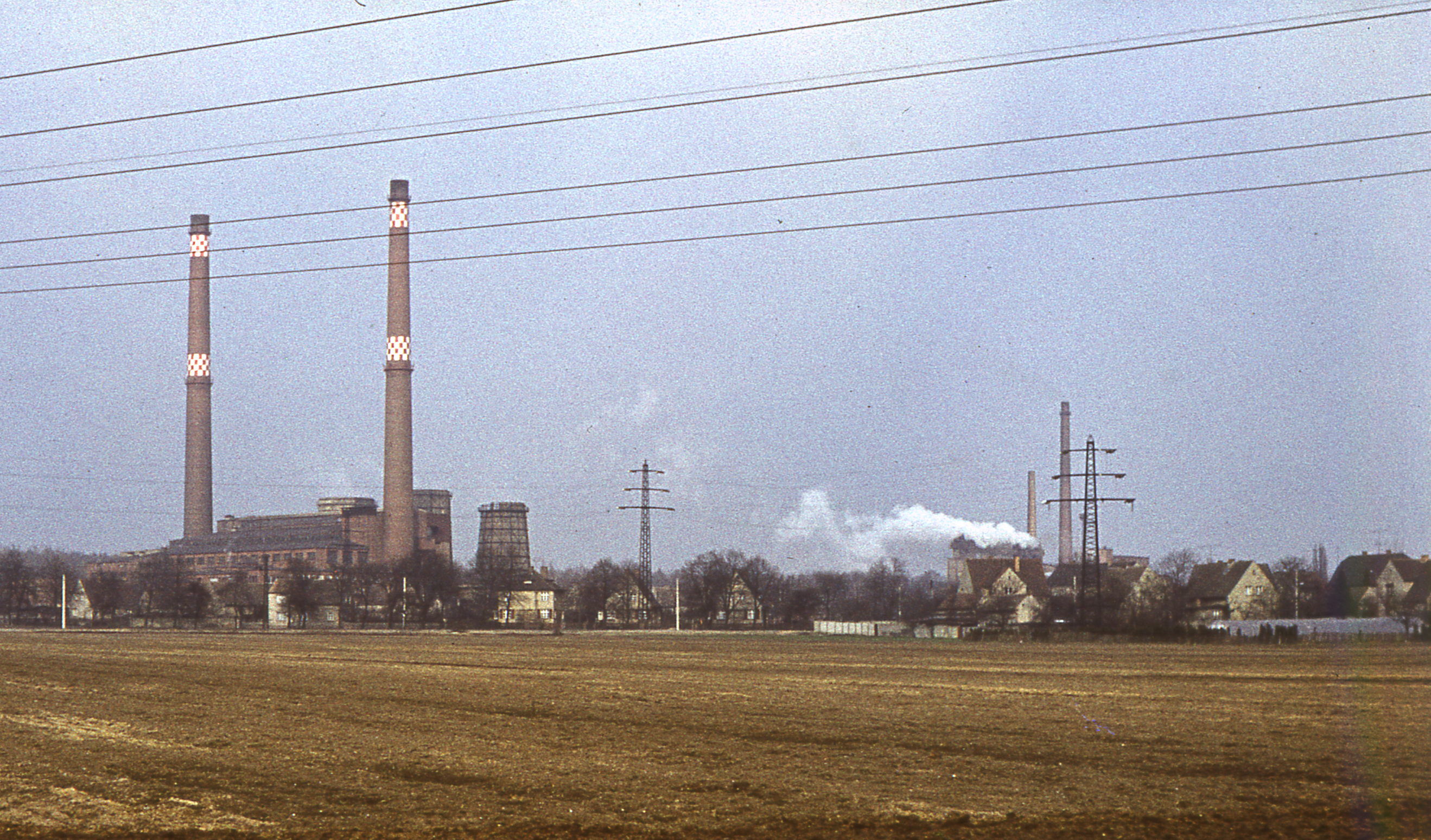
Ansicht im Jahr 1972

- 1 Maschinenhaus:

Der mit Klinkern ausgemauerte 96 m lange Stahlfachwerkbau diente zur Aufnahme der Turbinen und der zur Stromerzeugung notwendigen gekoppelten Generatoren.
| Turbine   | Leistung              |
| --------- | --------------------- |
| Turbine 1 | 08 MW                 |
| Turbine 2 | 10 MW                 |
| Turbine 3 | 16 MW                 |
| Turbine 4 | 20 MW (1945 abgebaut) |
| Gesamt:   | 54 MW (1942–1945)     |

- 1 Kesselhaus:

Der mit Klinkern ausgemauerte 84 m lange Stahlfachwerkbau diente zur Aufnahme von fünf Siederohrkesseln zur Erzeugung von Heißdampf. Über dem Kesselhaus befindet sich der Hochbunker, ein Kohlespeicher, der mit Hilfe des Conveyers (Transportband) beschickt wurde, einem 1926 erbauten Becherförderwerk, das in einer Stunde 60 t im Brechertunnel zerkleinerte Rohbraunkohle vom Außenbunker zum Hochbunker befördern konnte. Parallel zum Hochbunker verliefen zwei Transportbänder. Diese dienten der Verteilung der Kohle auf die 2000 t fassenden Bunkertaschen.
- Dampfsammelschienen:

Um das Kraftwerk einem wachsenden Bedarf an Erzeugungsleistung anpassen zu können, wurde es als Sammelschienenkraftwerk konzipiert. Es gab zwei Sammelschienen. Die einzelnen Turbinen konnten Dampf aus beiden Sammelschienen entnehmen.
Der Vorteil der hiermit vorhandenen Redundanz bestand darin, dass Wartungsarbeiten bei laufendem Betrieb durchgeführt werden konnten.
- 1 Außenbunker:

Der 35 m lange Außenbunker wurde 1926 eingleisig in Stahlbeton ausgeführt. Sein Fassungsvermögen an Rohbraunkohle betrug 235 t. 1928 wurde er in nördlicher Richtung in zweigleisiger Ausführung auf 104 m Länge und 1200 t Fassungsvermögen erweitert.
- 4 Kühltürme:

Die vier Kühltürme dienten zur Abkühlung des Kondensatorkühlwassers, welches wiederum in den Kondensatoren den aus den Turbinen austretenden, entspannten Dampf zu Wasser kondensierte. Die 1938 bzw. 1954 errichteten Kühltürme 3 und 4 wurden im Zuge der Sanierung zurückgebaut.
Die Wasserversorgung für das benötigte Kühlwasser erfolgte über Tiefbrunnen. Eine Wasserentnahme aus der ca. 2 km entfernten Schwarzen Elster erfolgte über eine Doppelleitung zur Versorgung mit Zusatzwasser und für die übrige Hauptwasserversorgung. Hierfür baute man am Fluss ein Pumpenhaus mit einer stündlichen Förderleistung von 75 Kubikmeter.
Die Wasseraufbereitung beherbergte zwei ca. 11 m hohe Wasserbehälter. Von hier wurde das Kesselspeise- und das Kühlwasser entnommen.
- Schornstein 1: 115,2 m Höhe
- Schornstein 2: 120 m Höhe
- Größe des Gesamtgeländes: 6 ha

Auf dem Gelände befinden sich weitere Gebäude, wie das Schalthaus, das Verwaltungsgebäude, die E-Werkstatt und neben weiteren Nebengebäuden der Sozialtrakt, welcher die Kantine, sowie Umkleideräume und Waschgelegenheiten beherbergte.
Das 1940 errichtete Pförtnerhaus dient gegenwärtig(2008) als Einlass und Informationsstelle für Besucher.

## IBA-ProjektErlebnis-Kraftwerk Plessa

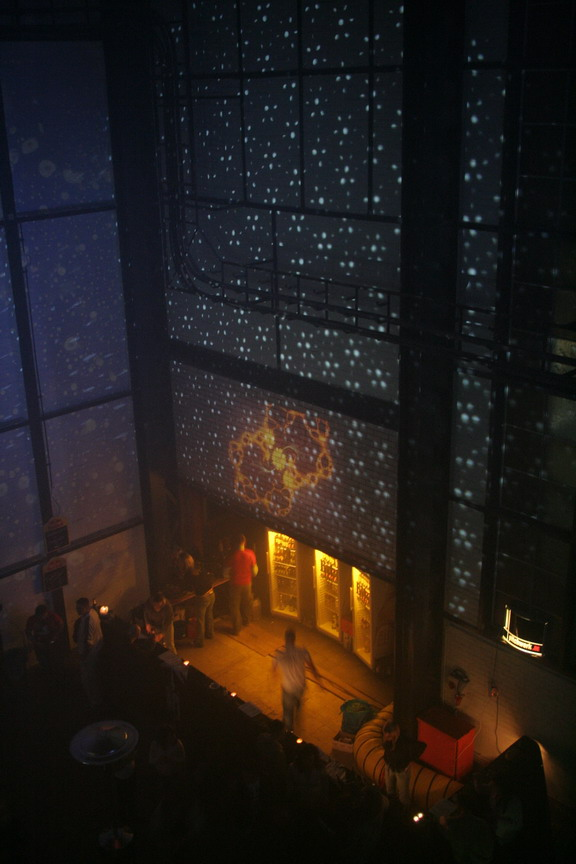
Die Bar im Kraftwerk Plessa während eines Techno-Events

Auf einer Fachbeiratssitzung wurde das Kraftwerk 1998 unter dem Motto Kraftwerk im Wandel als Erlebnis-Kraftwerk in die Projektliste der Internationalen Bauausstellung Fürst-Pückler-Land aufgenommen. Ein Jahr später erfolgte die Vorstellung der Projektidee einer gewerblich-musealen Nachnutzung. 2001 wurde vom Förderverein Kraftwerk Plessa e. V. und der Gemeinde Plessa die Industrie-Denkmal und Industrie-Museum Kraftwerk Plessa gGmbH gegründet, die gegenwärtig(2008) Eigentümerin der sechs Hektar umfassenden Anlage ist. Im September des gleichen Jahres begannen Sanierungs- und Sicherungsarbeiten im Objekt, wobei die Dachsanierung zuerst im Vordergrund stand.
Das Kraftwerk ist in das Netzwerk K.A.N.N. („Kultur und Arbeit in der neuen Niederlausitz“) eingebunden. Im Verbund der verschiedenen Projekte, wie der zur Begehung hergerichteten Förderbrücke F60 in Lichterfeld und der Brikettfabrik Louise in Domsdorf kann die Gewinnung, Verarbeitung und Verstromung der Braunkohle der Bergbauregion Lauchhammer an originalen Standorten dokumentiert werden.
Das Zukunftskonzept sieht unter anderem die Weiterführung des Aus- und Umbaus mit musealem Charakter vor. Einen vielseitig nutzbaren Veranstaltungssaal wird die umgestaltete Maschinenhalle beherbergen, und eine Kultur-Brauerei mit angeschlossenem Kulturbrauhaus soll das Projekt ergänzen. Außerdem sollen Räume für Dauer- und Wechselausstellungen geschaffen werden; eine Obst-Veredelung soll die Früchte der den Ort umgebenden Streuobstwiesen verarbeiten.

### Feste und regelmäßige Veranstaltungen
Alljährlich gibt es am 1. Mai im Kraftwerk ein Kraftwerksfest. Weiterhin finden im Laufe des Jahres verschiedene Ausstellungen und Veranstaltungen statt. Im Moment (2024) ist es allerdings geschlossen und nur von Lost-Place-Aktivitäten ist eine Besichtigung möglich.

### Touristische Anbindung
Durch Plessa führt die Bundesstraße 169, die in östlicher Richtung nach Schwarzheide und zur BAB 13 führt. Mehrere Radwege verbinden das Kraftwerk mit den sich im Umland befindlichen Sehenswürdigkeiten, dem Naturpark Niederlausitzer Heidelandschaft und dem angrenzenden Schradenland. So führt mit der 2007 eröffneten Tour Brandenburg auch der mit 1.111 Kilometern längste Radfernweg Deutschlands durch Plessa. Weitere Radrouten sind der Fürst-Pückler-Weg, der 108 km lange Schwarze-Elster-Radweg und die 2007 eröffnete Route „Kohle-Wind & Wasser“, einem 250 km langen energiehistorischen Streifzug mit vierzehn Stationen durch das Elbe-Elster-Land.